# Banderese (Roma)
Un banderese era il comandante della milizia cittadina e del governo Romano della seconda metà del XIV secolo. La figura nasce a seguito della riforma dell'istituzioni comunali capitoline da parte di Innocenzo VI (1352-1362).
Facendo riferimento a tale magistratura si indica anche come governo dei «Banderesi» quello che fu un regime popolare che, dopo Cola di Rienzo, dal 1358 e per alcuni decenni, escluse del tutto dalla vita politica romana i baroni, colpiti da una dura legislazione antimagnatizia.
L'etimologia sembra derivare da bandiera e il termine era utilizzato originariamente per indicare il cavaliere feudale che conduceva un piccolo gruppo di armati, oppure il capo del rione, consegnatario della bandiera, all'epoca dei Comuni.  

## Storia
La Roma, del basso medioevo, era una città ridotta a uno spettro dalle malattie, dalle carestie e dalle guerre intestine. Le vestigia marmoree, coperte da rampicanti, erano solo il vago ricordo di un glorioso passato. Tra le sue vie si consumavano violenze di ogni tipo. Le faide delle famiglie nobili romane erano il risultato dei continui tentativi di impossessarsi del potere vacante. Infatti dal 1309 la sede pontificia era stata spostata nella ricca e pacifica Avignone. I papi, nonostante si dichiarassero dispiaciuti dello status della città e lanciassero sterili invettive ai nobili romani, avevano abbandonato a se stessa la popolazione.
Tra il 1309 e il 1356 varie figure si alternarono nelle vesti di signori della città. Dai capostipiti delle famiglie dei Colonna, Caetani, Savelli, ai capipopolo dei tredici rioni romani, su tutti va ricordato Cola di Rienzo che per un brevissimo periodo fece risorgere l'orgoglio cittadino.
Migliaia di occhi e implorazioni si volsero ad Avignone affinché si ponesse fine alla decadenza della città. Tra di essi emersero le voci di santa Caterina da Siena, del Petrarca e della regina Giovanna di Napoli.

## L'istituzione del governo dei Banderesi
Innocenzo VI emanò, dunque, nel 1356 la prima delle due riforme dello statuto comunale romano. Istituì un governo presieduto da un senatore, straniero, coadiuvato da sette riformatori e da due Banderesi, comandanti della milizia. Il popolo era rappresentato da un concilio di tredici Bonomini. Tutte le cariche avvenivano per elezione e con durata non superiore ai sei mesi i.
Ben presto, il senatore divenne una carica puramente formale, essendo questo estraneo alla città e ai suoi problemi, i sette riformatori si occuparono esclusivamente di legiferare e il potere fu tutto nelle mani dei Banderesi.
La milizia cittadina fu riorganizzata, partendo dalle novità introdotte dal Cola di Rienzo, con il nome della Felice società dei balestrieri e dei pavesati.
Con il nuovo governo si riorganizzano anche l'apparato pubblico, la riscossione delle tasse, l'applicazione delle leggi. I nobili corrotti, causa del malcontento popolare furono allontanati da qualsiasi incarico pubblico e ogni loro tentativo di rivolta soppresso con la forza. I Colonna, Caetani, Savelli furono costretti a riparare nei loro feudi di campagna. In una manciata di mesi, i Banderesi restituirono a Roma e ai romani la propria dignità e sovranità.
Una volta pacificata la città, le loro attenzioni si rivolsero al contado, riportando i comuni sotto i vessilli romani, fuoriusciti nel periodo di caos. I papi, che succedettero a Innocenzo VI, furono grati della loro azione che consentì loro di rimanere, almeno di nome, signori dello Stato Pontificio, ma al tempo stesso temettero questa presenza eccessivamente autonoma e autoritaria. Infatti la città di Roma si definì una Repubblica Popolare del Popolo Romano.

## Declino dei Banderesi
Con tali motivazioni il rientro della sede papale divenne una necessità di sopravvivenza. Nel 1377 Gregorio XI sbarcò a Ostia e scortato dai Banderesi stessi, entrò acclamato dal popolo nella città.
Pochi giorni furono sufficienti per portare a uno scontro tra i due poteri. Una lotta che si protrarrà fino al 1398, quando, Bonifacio IX riuscì a sottrarre la Felice Società dal comando dei Banderesi. I Balestrieri e i Pavesati, fiaccati dai lunghi anni di guerre e guerriglia, non aderirono più al sogno dei loro capi di uno stato liberale. I Banderesi sfuggirono alla cattura riparando a Terracina da Onorato di Fondi. Lì organizzarono un esercito, riuscendo a penetrare in città e a cingere d'assedio la rocca del Campidoglio, ma la sperata resa della guarnigione assediata e l'aiuto del popolo romano non giunsero. Il primo perché ben difeso dal vice senatore, secondo perché i romani desiderarono di più lucrare sull'imminente giubileo del 1400, che riavere la propria autonomia.
Una notte, di agosto del 1398, vide la morte, oltre dei due Banderesi, dell'autonomia comunale e della libera Repubblica Romana.